# Raspberry Circus
Raspberry Circus（ラズベリー・サーカス）は、日本のヴィジュアル系ロックバンドである。2002年3月に解散。

## 概要
1988年、ボーカルの古田博明とベースの清水憲二（Rama Amoeba、ex.FURS ）が中心となり、前身バンドSteacy Roxx（ステイシーロックス）を結成。翌年、ギターに菅大助（6 (SIX)、SPIRAL MIND、ex. The ROMEO）が加入。1995年、ドラムに古沢岳之（ex.FURS）が加入し、バンド名をラズベリーサーカスに改名する。
渋谷La.mamaのエンジンレーベルからミニアルバム「It's a Delicious......!!」をリリース。テレビ朝日『Break Out』レーベルからミニアルバム1枚、シングル3枚を発売した。1999年、アルバム『シャボンの未来図』でメジャーデビュー。その後シングル1枚、アルバム１枚を発売し、2002年3月に解散。
2007年5月に渋谷La.mama、2015年8月にTSUTAYA O-WESTで一夜限りの復活ライブを催行。2019年6月には「Amazing Space Flight Tour 2019」と題し5公演のワンマンツアーが行われた。

## メンバー
- 古田博明（ふるた ひろあき、1969年7月4日 - ）ボーカル
愛称・ヒロ（Hiro）。福岡県出身。
- 菅大助（すが だいすけ、1970年10月11日 - ）ギター
愛称・ダイ（DAISUKE）。福岡県出身。
- 清水憲二（しみず けんじ、1970年8月20日 - ）ベース
愛称・マティ（Matty）。福岡県出身。
- 古沢 'cozi' 岳之（ふるさわ コージ たかゆき、1975年12月20日 - ）ドラム　（THE COLLECTORS、ex.FURS）
愛称・コーヂ（COZI）。福岡県出身。

## ディスコグラフィ

### シングル
- 「NERVOUS BREAKDOWN（インディーズ盤）」（1997年）
- 「DAYS IN GREEN（インディーズ盤）」（1997年）
- 「S・O・S（インディーズ盤）」（1998年）

### アルバム
- 「It's a Delicious......!!（インディーズ盤）」（1996年）
- 「LOVE SCENE（インディーズ盤）」（1998年）
- 「シャボンの未来図」（1999年）
- 「エレクトロ・ファンタジア」（2000年）